# Isidore Laurent Deroy
Pour les articles homonymes, voir Deroy.
Isidore Laurent Deroy, né le 13 avril 1797 à Paris où il est mort le 25 novembre 1886, est un peintre, aquarelliste et lithographe français.

## Biographie

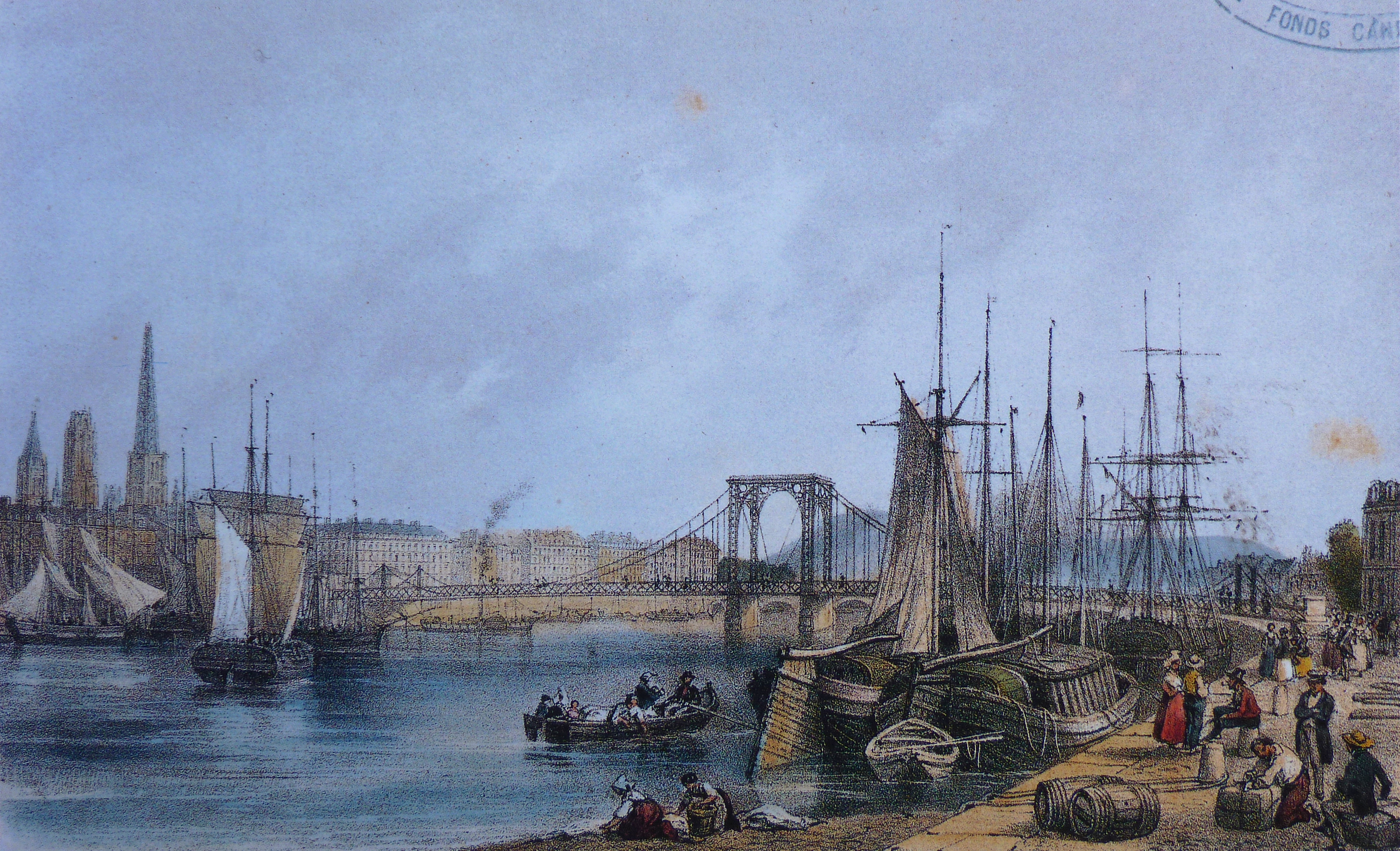
Le Pont suspendu de Rouen (vers 1865), lithographie, Pont-Audemer, musée Alfred-Canel.

Fils de Jacques Deroy et d'Aimée Madeleine Pertuisot, Isidore Laurent Deroy est l’élève de l’architecte Félix[Qui ?] et du peintre Louis-François Cassas. Il a fait beaucoup de descriptions et il est l’auteur d’un œuvre considérable. On lui doit des paysages français et des animaux, dessinés, pour la plupart, à la sépia.
Une partie de ses travaux figurait dans les galeries de la duchesse de Berry et du duc d’Orléans. Deroy, qui signait ses tableaux, a exposé aux Salons de 1810 (?), 1812 (?), 1819, 1822 et 1827.
Il obtient une médaille de 3e classe au Salon de 1836 comme lithographe.
Il crée en 1860 avec les frères Becquet la série la France en Miniature, qui se poursuit jusqu'à la fin de l'Empire et comptera plus de 630 vues, en bistre ou en couleurs, qui peuvent être réunies en albums (Souvenir de Rouen, 11 vues ; de Lyon, 17 vues...)
Lithographe infatigable, il a reproduit divers sujets pour le Musée de l'Amateur, et publié d’innombrables vues de France, d'Italie, de Suisse ou même de Russie.
Ses fils Émile, portraitiste, et Auguste Victor, dessinateur-lithographe, sont ses élèves. Son petit-fils, Émile Mas est également artiste.
Il meurt le 25 novembre 1886 à son domicile parisien au 12, rue du Pré-aux-Clercs, veuf de son épouse Héloise Villain.

## Œuvres

### Peinture
- Vue de l’Allier, près d’Issoire.
- Décoration d’un jardin antique.
- Bœuf dans un paysage.
- Église de village.
- Vue de Senlis.
- Vue du Simplon près de Créola.
- Parc de bœufs à la suite d’une armée.
- Montagnes du jardin Beaujon (gravé) avec personnages.
- Vue de la villa d’Esté à Tivoli.
- Repos d’animaux.
- Vue prise en Picardie.

### Lithographie
- Bains thermaux. Souvenirs de Vichy et promenade au Mont-Dore, 1852 : album composé d'une notice historique et de seize vues dessinées, dont Les rives de la Seine (36 dessins lithographiés Deroy en 1831).
- La France, collection des sites les plus renommés.
- Les Rives de la Loire.
- Nantes et ses environs.
- Les Plages normandes[4],[5].
- Souvenir d’Italie", Imp. Lemercier, 1839. Trois volumes comprenant 72 vues d’Italie (24 chacun) :

- (I) Turin (12 vues), et Venise (12). - (II) Milan (9 vues), lac de Come (8), cathédrale de Monza (1), chartreuse de Pavie (1), vue de Pavie (1), lac Majeur (4). - (III) Gênes (12 vues), Florence (10) et Lucques (2). Il n’est pas sûr que les vues soient toutes de Deroy : Adhémar signale (n° 457) Italie, chez Jeanin, 1838, lithos de Deroy d’après ses dessins et ceux de Chapuy et Billmarck.
Rééd. Phélina, 1989, coffret de 3 Volumes, 33,2 x 48,2 cm, tirage 333 ex. ; 
- Suisse.
- Les Chalets.
- Lacs suisses.
- Vue de l'hôtel de ville d'Orléans. Ancien hôtel Groslot, Châteauneuf-sur-Loire, musée de la Marine de Loire[6].
- Teinturerie des Gobelins sur les bords de la Bièvre, dessin, Paris, musée Carnavalet.
- Palais de Saint-Cloud et son parc, 1866[7].

Œuvres d'Isidore Laurent Deroy
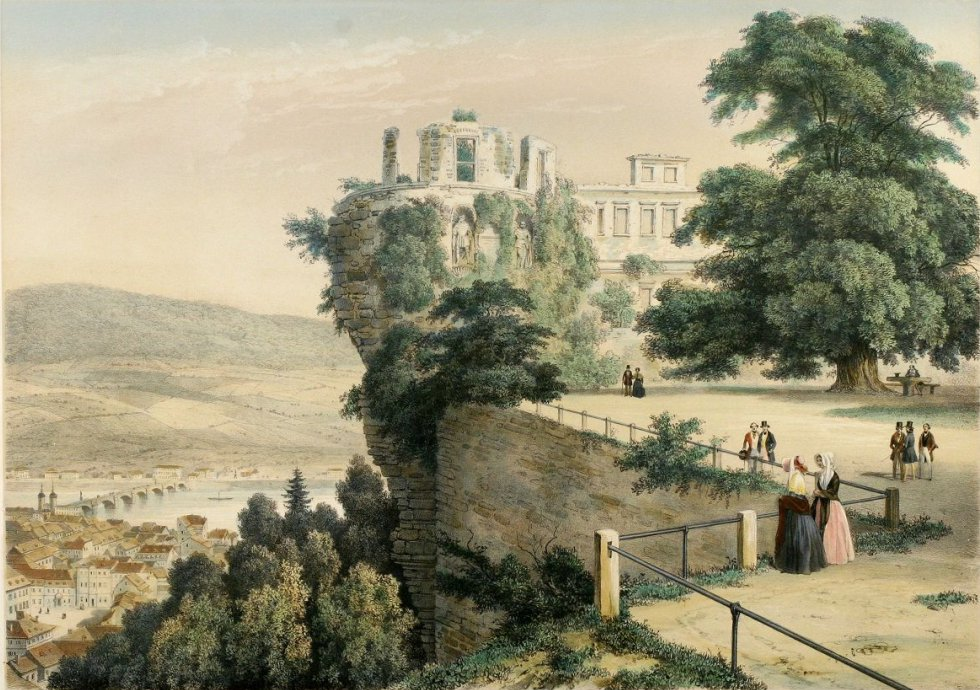
Le Château d’Heidelberg (1844), lithographie.
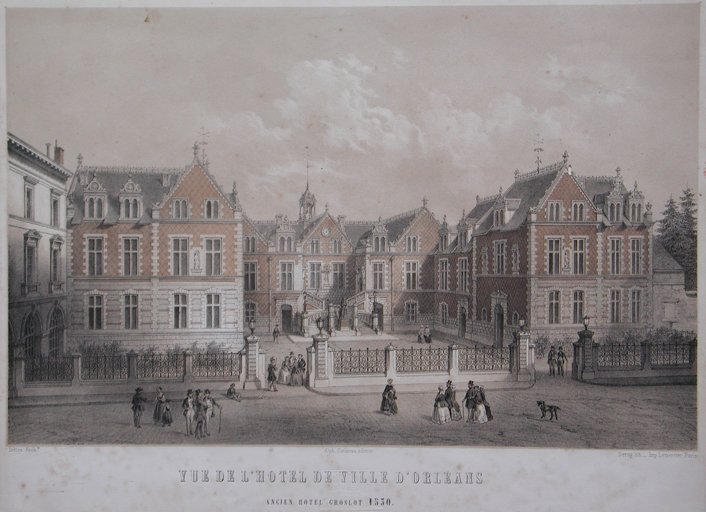
Vue de l'hôtel de ville d'Orléans. Ancien hôtel Groslot, lithographie, Châteauneuf-sur-Loire, musée de la Marine de Loire.
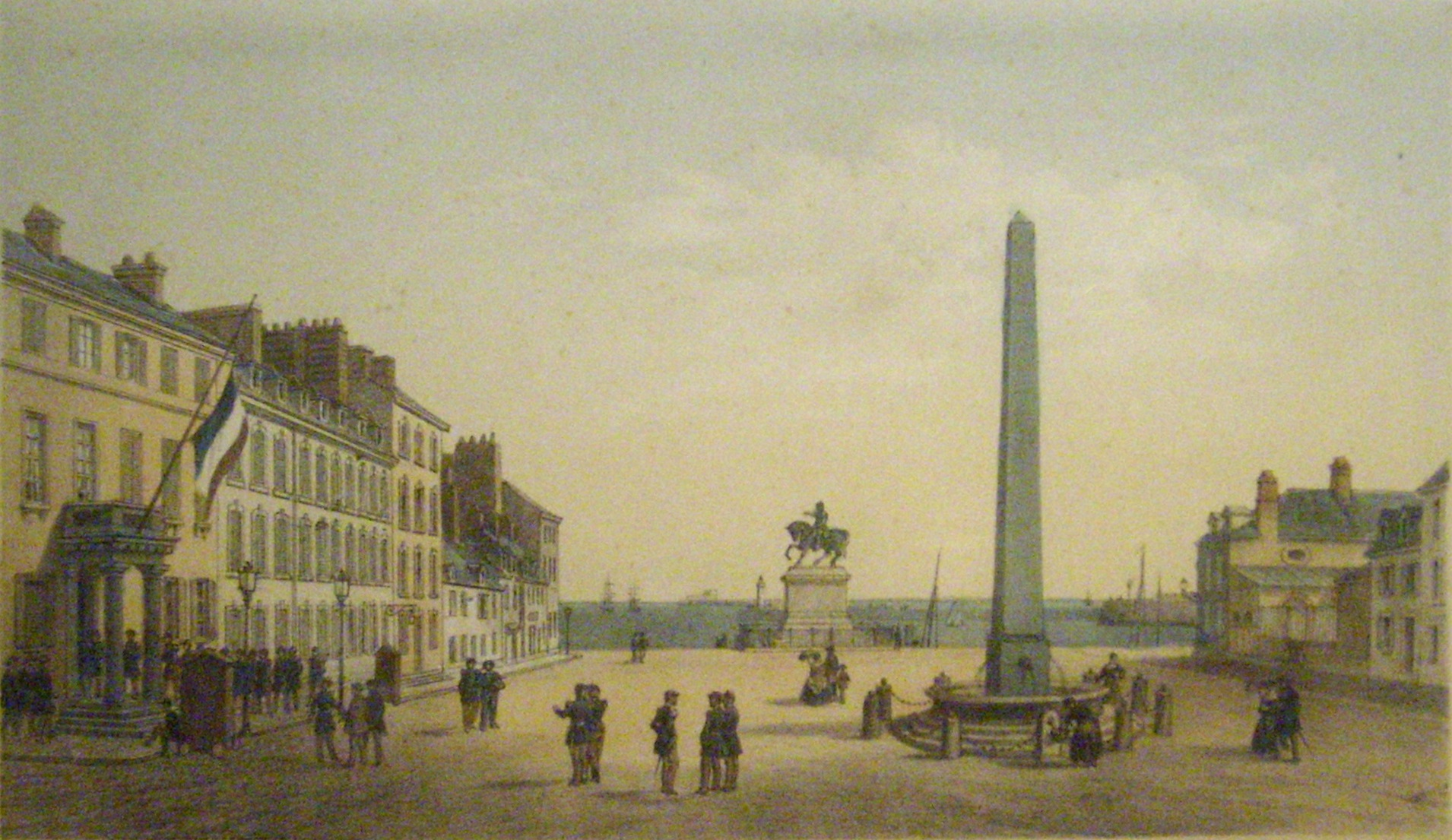
Cherbourg, place de la République, lithographie, Cherbourg, musée Thomas-Henry.
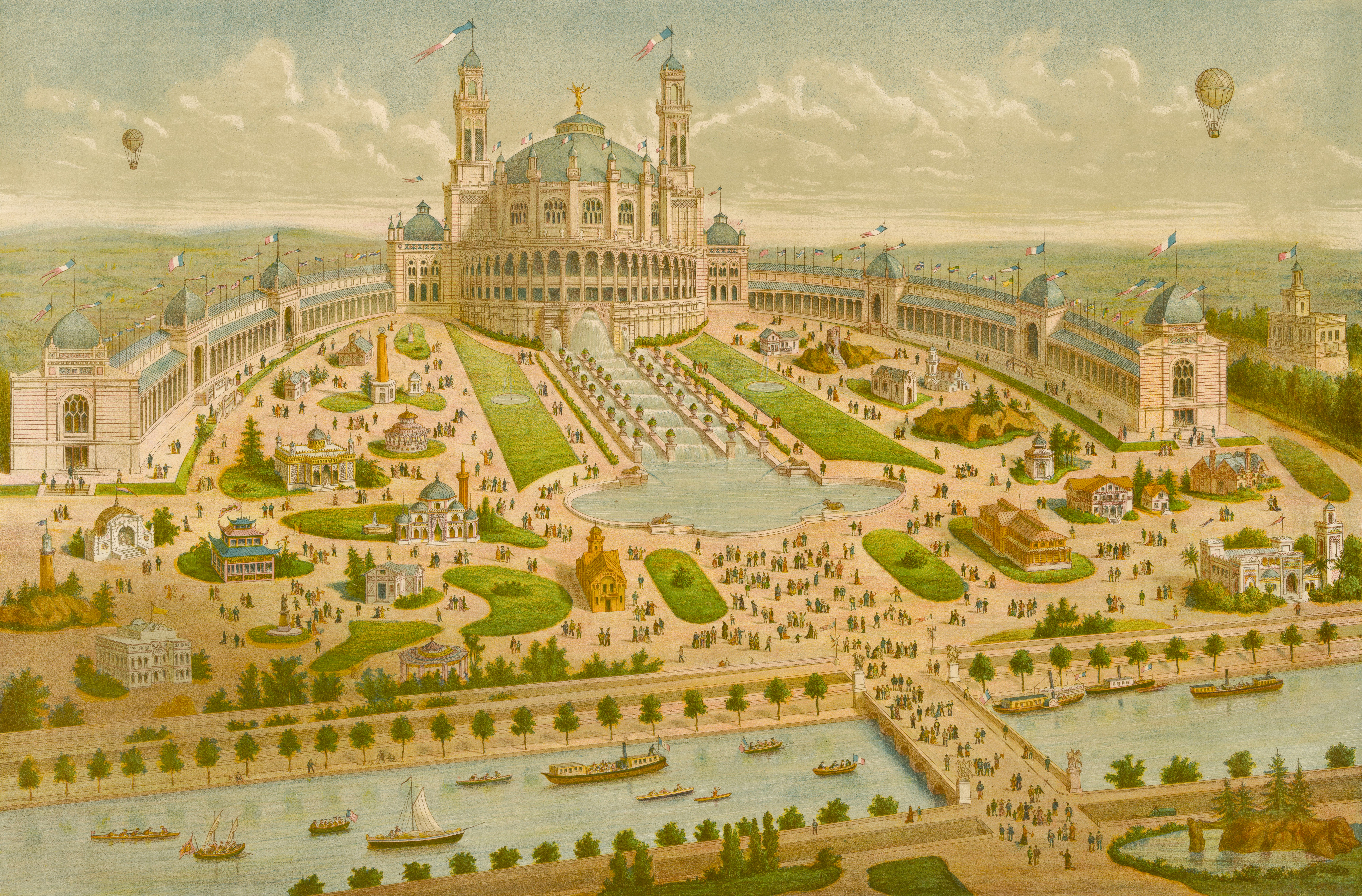
La partie rive droite de l'exposition universelle de 1878 à Paris, dominée par le palais du Trocadéro.